# Regierung Borissow II

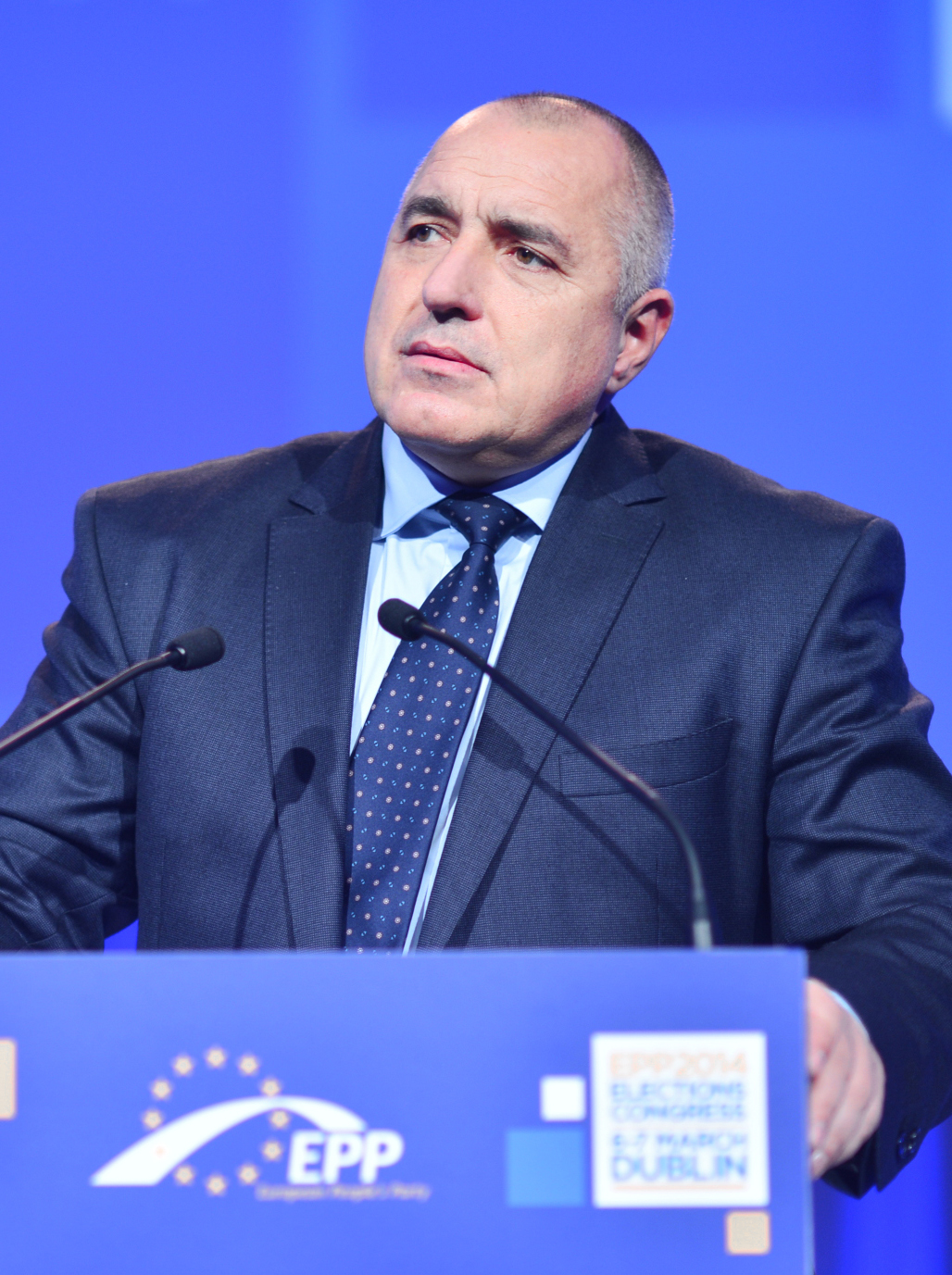
Ministerpräsident Bojko Borissow

Das Kabinett Borissow II stellte die 91. Regierung Bulgariens dar und war vom 7. November 2014 bis zum 27. Januar 2017 im Amt. Sie wurde von der Partei GERB nach ihrem Wahlsieg bei den vorgezogenen Parlamentswahlen mit Ministerpräsident Bojko Borissow gebildet. Die Regierung war die zweite unter seiner Leitung und ihr gehörten Minister des Reformblockes sowie der ABW an. Sie wurde weiter von der Koalition Patriotische Front der Parteien NFSB und IMRO-BND parlamentarisch unterstützt, die jedoch keine Minister stellten.

## Anfangskabinett
| Amt / Ressort                                                                            | Bild                  | Name                 | Partei | Partei |
| ---------------------------------------------------------------------------------------- | --------------------- | -------------------- | ------ | ------ |
| Ministerpräsident                                                                        | Bojko Borissow        | Bojko Borissow       |        | GERB   |
| Koalitionspolitik und die Staatsverwaltung, Stellvertretende Ministerpräsidentin         | (kein Foto vorhanden) | Rumjana Batschwarowa |        | GERB   |
| Europafragen und Staatsinstitutionen, Stellvertretende Ministerpräsidentin               | Meglena Kunewa        | Meglena Kunewa       |        | RB     |
| Koordination und Überwachung der EU-Förderprogramme, Stellvertretender Ministerpräsident | Tomislaw Dontschew    | Tomislaw Dontschew   |        | GERB   |
| Arbeit und Sozialpolitik, Stellvertretender Ministerpräsident                            | Iwajlo Kalfin         | Iwajlo Kalfin        |        | ABW    |
| Inneres                                                                                  | (kein Foto vorhanden) | Rumjana Batschwarowa |        | GERB   |
| Finanzes                                                                                 | (kein Foto vorhanden) | Wladislaw Goranow    |        | GERB   |
| Äußeres                                                                                  | Daniel Mitow          | Daniel Mitow         |        | RB     |
| Wirtschaft                                                                               | (kein Foto vorhanden) | Boschidar Lukarski   |        | RB     |
| Energie                                                                                  | (kein Foto vorhanden) | Temenuschka Petkowa  |        | GERB   |
| Bildung und Wissenschaft                                                                 | (kein Foto vorhanden) | Todor Tanew          |        | RB     |
| Verteidigung                                                                             | (kein Foto vorhanden) | Nikolaj Nentschew    |        | RB     |
| Justiz                                                                                   | (kein Foto vorhanden) | Ekaterina Zahariewa  |        |        |
| Gesundheit                                                                               | Petar Moskow          | Petar Moskow         |        | RB     |
| Landwirtschaft und Lebensmittel                                                          | (kein Foto vorhanden) | Dessislawa Tanewa    |        | GERB   |
| Regionale Entwicklung und Infrastruktur                                                  | Liljana Pawlowa       | Liljana Pawlowa      |        | GERB   |
| Kultur                                                                                   | Weschdi Raschidow     | Weschdi Raschidow    |        | GERB   |
| Verkehr und IT                                                                           | (kein Foto vorhanden) | Iwajlo Moskowski     |        | GERB   |
| Tourismus                                                                                | (kein Foto vorhanden) | Nikolina Angelkowa   |        | GERB   |
| Umwelt und Gewässer                                                                      | (kein Foto vorhanden) | Iwelina Wassilewa    |        | GERB   |
| Jugend und Sport                                                                         | (kein Foto vorhanden) | Krasen Kralew        |        | GERB   |